# Evangelische Stadtkirche (Eppingen)

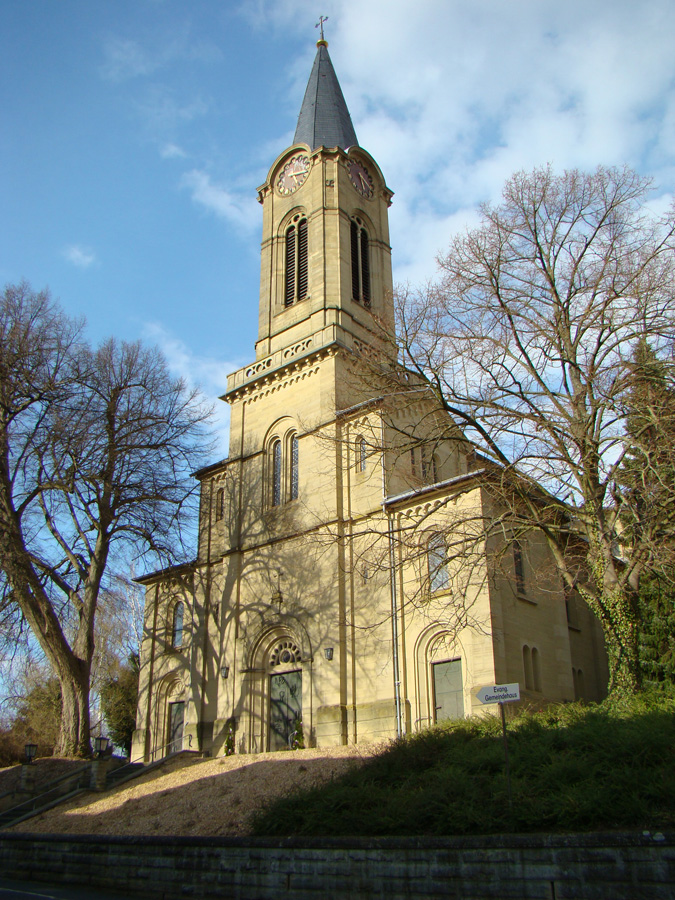
Evangelische Stadtkirche

Die Evangelische Stadtkirche in Eppingen, einer Stadt im Landkreis Heilbronn im nördlichen Baden-Württemberg, befindet sich an der Kaiserstraße 10. Sie  wurde ab 1876 nach Entwürfen des Karlsruher Architekten Ludwig Diemer im Stil der Neuromanik erbaut und 1879 eingeweiht. Das Kirchengebäude, die Orgel von Heinrich Voit sowie die alte Osanna-Glocke von 1516 von Bernhart Lachaman stehen unter Denkmalschutz.

## Geschichte
Eppingen gehörte seit dem 15. Jahrhundert der Kurpfalz an und wurde mit dieser im 16. Jahrhundert reformiert. Durch die zahlreichen Glaubenswechsel in der Kurpfalz gab es in Eppingen im 18. Jahrhundert reformierte, lutherische und katholische Christen. Reformierte und Katholiken nutzten ab 1707 die Liebfrauenkirche als Simultankirche. Die ab 1750 im Ort vertretenen Lutheraner feierten ihre Gottesdienste in der Peterskapelle. Die Katholiken hatten den vergleichsweise kleinen Chor der Liebfrauenkirche erhalten und erweiterten diesen aus Platzmangel 1806/07 um ein Querhaus. Nach dem Zusammenschluss von Reformierten und Lutheranern zur evangelischen Gemeinde 1821 wurde deren Langhausteil der Liebfrauenkirche auch zu klein für alle evangelischen Gläubigen, so dass man von evangelischer Seite einen Neubau erwog. Zunächst gab es Pläne, eine neue Kirche an der Stelle des alten Langhauses der Liebfrauenkirche zu errichten, man entschloss sich dann jedoch für einen Neubau außerhalb der engen Ortsmitte.
Die evangelische Kirchengemeinde erwarb 1873 ein Grundstück in erhöhter Lage oberhalb der Altstadt im Roth, wo nach dem Deutsch-Französischen Krieg zahlreiche repräsentative Gebäude wie die Höhere Bürgerschule oder das Amtsgerichtsgebäude errichtet wurden. Dieses Quartier bildete damals eine neue Stadtmitte, auch wenn sich die Stadt später in andere Richtungen ausgedehnt hat und die das Quartier durchquerende Kaiserstraße heute eine eher unbedeutende Nebenstraße ist. In der Nähe der Kirche befindet sich in der Kaiserstraße auch das Evangelische Pfarrhaus.
Mit den Planungen für den Kirchenbau wurde Ludwig Diemer beauftragt. Die Grundsteinlegung erfolgte am 22. Oktober 1876.
Am 30. November 1876 einigten sich die evangelische und die katholische Gemeinde über den Verkauf der bisherigen evangelischen Teile der alten Simultankirche an die Katholiken, wobei die größte und älteste Glocke der alten Simultankirche, die 1516 bei Bernhart Lachaman in Heilbronn gegossen worden war, im Juli 1878 in die neue evangelische Kirche übernommen wurde. Im August 1878 wurde das Geläut um drei weitere Glocken von der Glockengießerei Bachert in Dallau ergänzt. Aus der alten Kirche übernahm man außerdem deren Grundstein von 1435, der in der evangelischen Kirche neu vermauert wurde.
Am 20. September 1878 besichtigte Großherzog Friedrich I. von Baden die fast fertiggestellte Kirche. Anfang 1879 lieferte Heinrich Voit aus Durlach eine zweimanualige Orgel mit einem Pedal und 26 Registern für die Kirche, ebenfalls 1879 wurde eine Turmuhr von Ungerer aus Straßburg montiert.
Am 19. März 1879 wurde die bisherige Rothstraße auf Antrag der Evangelischen Kirchengemeinde und aus Anlass der Einweihung der Kirche sowie des 82. Geburtstags des Kaisers in Kaiserstraße umbenannt. Am 23. März 1879 wurde die Kirche feierlich eingeweiht. Anlässlich der Einweihung veröffentlichte der damalige Dekan Hermann Wirth (1827–1894) eine Schrift über die Eppinger Kirchengeschichte. Die Reichsmünzerei in Karlsruhe prägte aus Anlass der Einweihung eine Gedenkmünze.
Eine erste größere Reparatur an der Kirche war 1897 nötig, nachdem vor allem das Dach bei einem Hagelunwetter beschädigt worden war. Auch in späteren Jahren gab es häufige Dachreparaturen. 1905 erhielt die Kirche einen Wasser-, 1908 einen Abwasseranschluss.
Im Ersten Weltkrieg mussten 1917 die drei Bachert-Glocken zu Rüstungszwecken abgeliefert werden. 1921 wurden drei Ersatzglocken bei Bachert in Karlsruhe gegossen.
1922 erhielt die Kirche elektrisches Licht. 1926 wurde die Kirche innen neu farbig gestaltet, wobei Rot- und Moosgrün-Töne überwogen. Die Decke wurde orange gestrichen, die Sakristei violett. 1930 wurde die Einfriedungsmauer zur Kaiserstraße hin errichtet.
Den Zweiten Weltkrieg hat die Kirche ohne Schäden überstanden, jedoch mussten 1942 erneut alle Glocken bis auf die alte Osanna-Glocke abgeliefert werden. Ersatz kam 1950 abermals von Bachert, nun in Bad Friedrichshall-Kochendorf, in Verbindung mit einer elektrischen Läutanlage. 1952 wurde eine elektrische Fußheizung eingebaut, die schon 1965 einem neuen Bodenbelag und einer Warmluftheizung wich. 1956 erhielt die Kirche ihre heutige, zurückhaltende Farbgestaltung und drei Farbfenster von Will Sohl im Altarraum, wohingegen die in der Kuppel über dem Altar bisher befindlichen Ochsenaugen vermauert wurden.
1963 wurde auf einem Teil des Pfarrgartens an der Kaiserstraße ein modernes Gemeindezentrum errichtet.

## Beschreibung
Der Grundriss zeigt die Form eines Kreuzes mit eingearbeitetem Hexagon, wie es für Predigtkirchen zur Bauzeit weit verbreitet war. Die Kirche wurde aus Mühlbacher Sandstein erbaut. Der Innenraum hat eine Länge von 40 Metern und an der breitesten Stelle eine Breite von 24 Metern. Die Raumhöhe beträgt 12 Meter. Dank zweier Seitenemporen bietet die Kirche Platz für ca. 1.200 Gläubige, womit sie zur Bauzeit und auch noch später einer der größten evangelischen Kirchenbauten im Umkreis war. Der Turm hat bis zum Kreuz eine Höhe von 43 Metern.
Von den Relationen her ist in der Kirche alles auf den überdimensionierten Predigtbereich ausgerichtet, während der Altarraum, die Sakristei und auch der Turm im Vergleich dazu unterdimensioniert sind.
Die Farbfenster von Will Sohl im Altarraum zeigen in der Mitte die Auferstehung Christi, flankiert von einem Weihnachts- und einem Pfingstmotiv.
Das bedeutendste Stück aus dem Kirchenschatz ist ein vergoldeter Abendmahlskelch von 1619. Im Jahr 1966 erhielt die Kirche außerdem noch einen silbernen Kelch aus dem Besitz der Nachkommen des Stadtpfarrers Philipp Nikolaus Müller (1752–1828), den dieser 1828 von der Stadt Eppingen erhalten hatte und der mit den Nachkommen in die USA gelangt war.
Die Orgel der Kirche wurde 1879 bei Heinrich Voit in Durlach mit 26 Registern auf zwei Manualen und Pedal erbaut. Die Orgel wurde mehrfach, u. a. von Walcker in dessen Niederlassung in Steinsfurt und von Steinmayer in Öttingen, erweitert und umgebaut, und insbesondere nach den barocken Klangidealen umdisponiert. 1980 wurde das Instrument teilweise auf den ursprünglichen romantischen Zustand zurückgeführt. Im Zuge einer Renovierung im Jahre 2010 durch den Orgelbauer Rensch (Laufen) wurden drei weitere Register rekonstruiert. Einige Register wurden noch nicht wieder in den Ursprungszustand zurückgeführt.
| I Hauptwerk C–f3 |               |       |     |
| 1.               | Bordun        | 16′   |     |
| 2.               | Prinzipal     | 8′    |     |
| 3.               | Gedeckt       | 8′    |     |
| 4.               | Flöte         | 8′    |     |
| 5.               | Gamba         | 8′    |     |
| 6.               | Gemshorn      | 8′    | (n) |
| 7.               | Trompete      | 8′    |     |
| 8.               | Hohlflöte     | 4′    |     |
| 9.               | Octave        | 4′    |     |
| 10.              | Octave        | 2′    |     |
| 11.              | Mixtur III–IV | 2 ⁄3′ |     |

| II Echowerk C–f3 |                  |    |     |
| 12.              | Geigenprinzipal  | 8′ |     |
| 13.              | Gedeckt lieblich | 8′ |     |
| 14.              | Salicional       | 8′ |     |
| 15.              | Bifara           | 8′ |     |
| 16.              | Aeoline          | 8′ | (n) |
| 17.              | Fugara           | 4′ |     |
| 18.              | Dolce            | 4′ | (n) |
| 19.              | Flöte harmonisch | 4′ |     |
| 20.              | Flautino         | 2′ |     |

| Pedalwerk C–d1 |           |         |
| 21.            | Subbaß    | 16′     |
| 22.            | Violonbaß | 16′     |
| 23.            | Posaunbaß | 16′     |
| 24.            | Quintbaß  | 10 2⁄3′ |
| 25.            | Cellobaß  | 8′      |
| 26.            | Octavbaß  | 8′      |

- Anmerkung

(n) = noch nicht zurückgeführt